# Sphinx kalmiae
The Laurel Sphinx (Sphinx kalmiae) là một loài bướm đêm thuộc họ Sphingidae.

## miêu tả

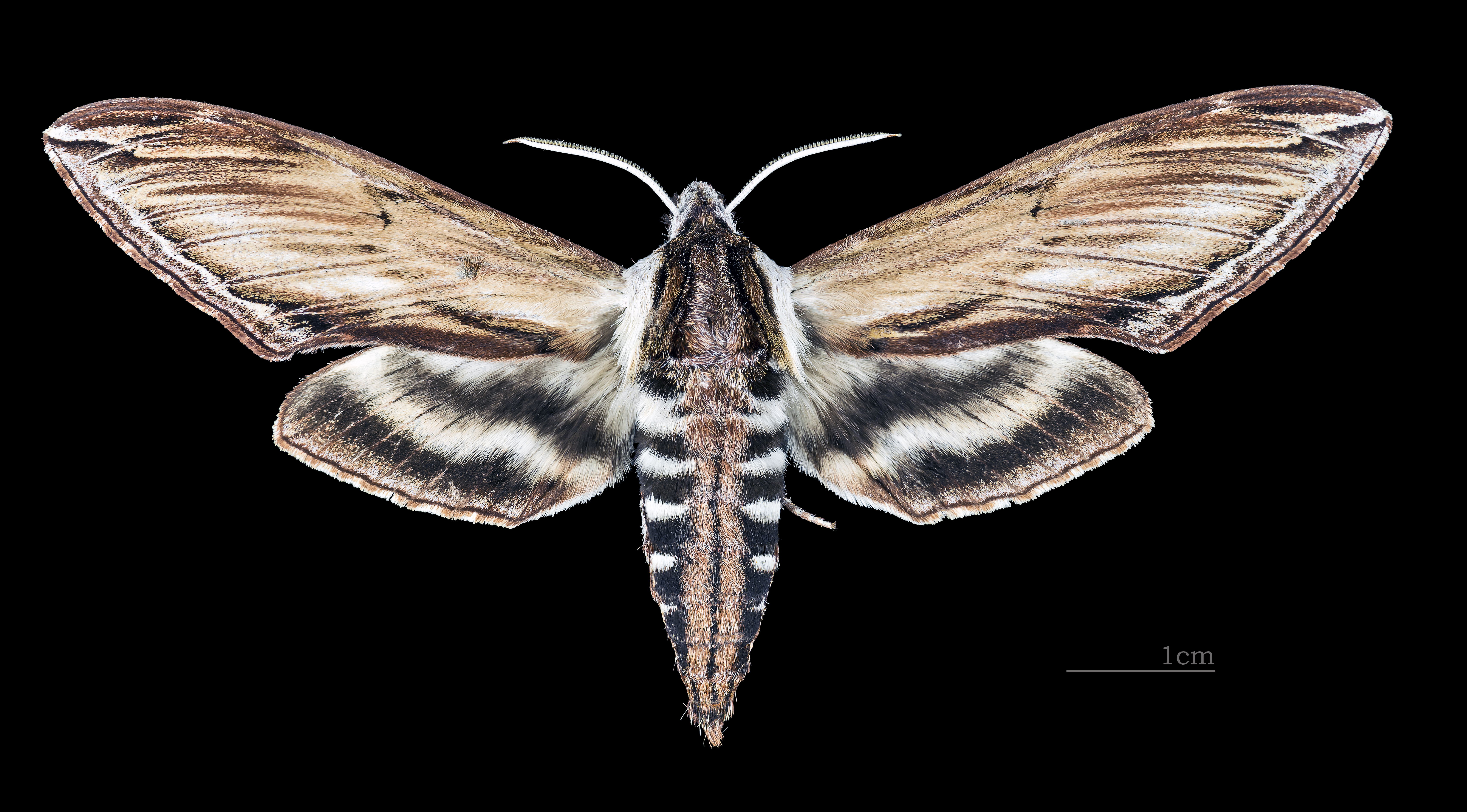
♂
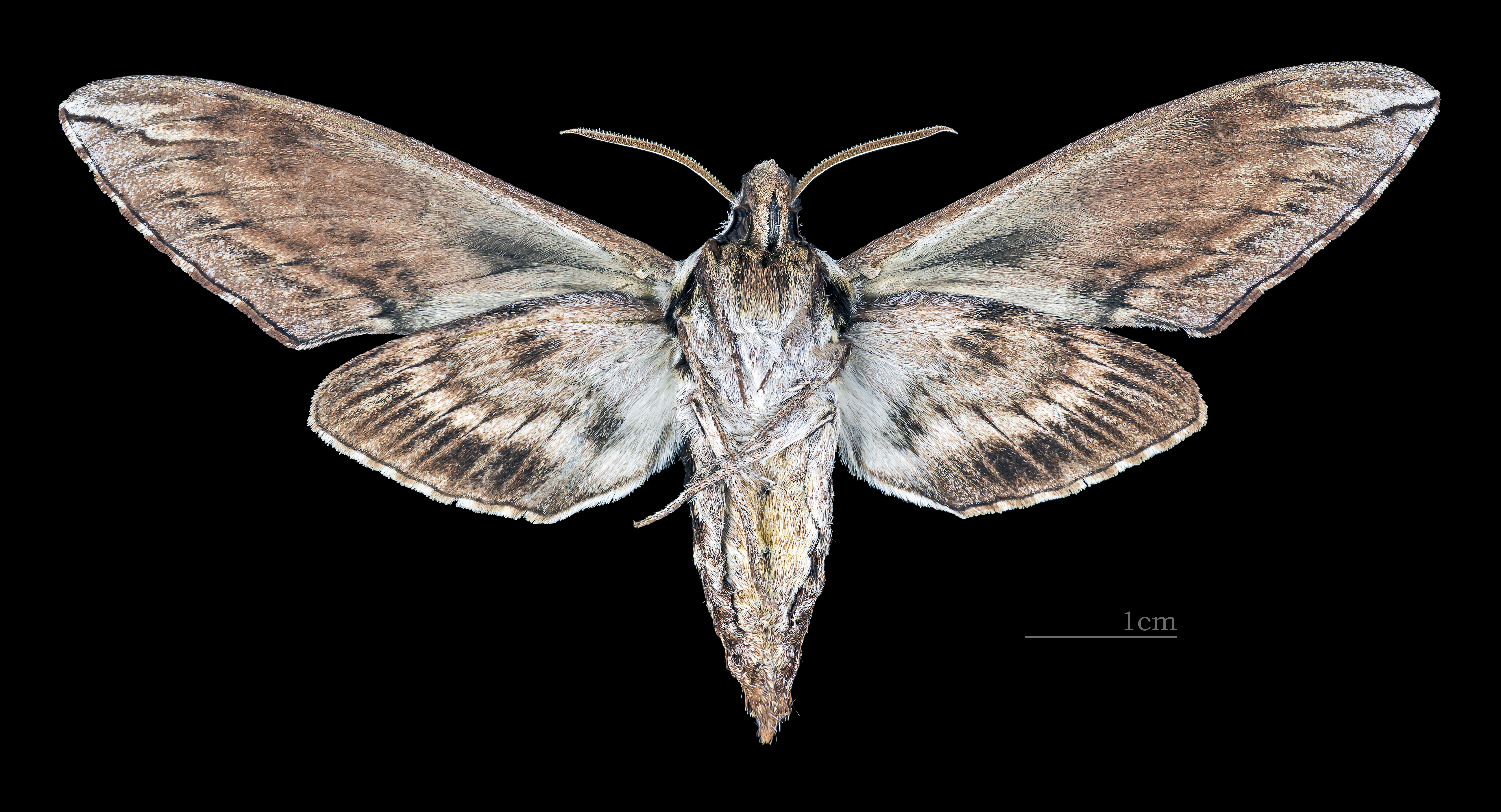
♂ △
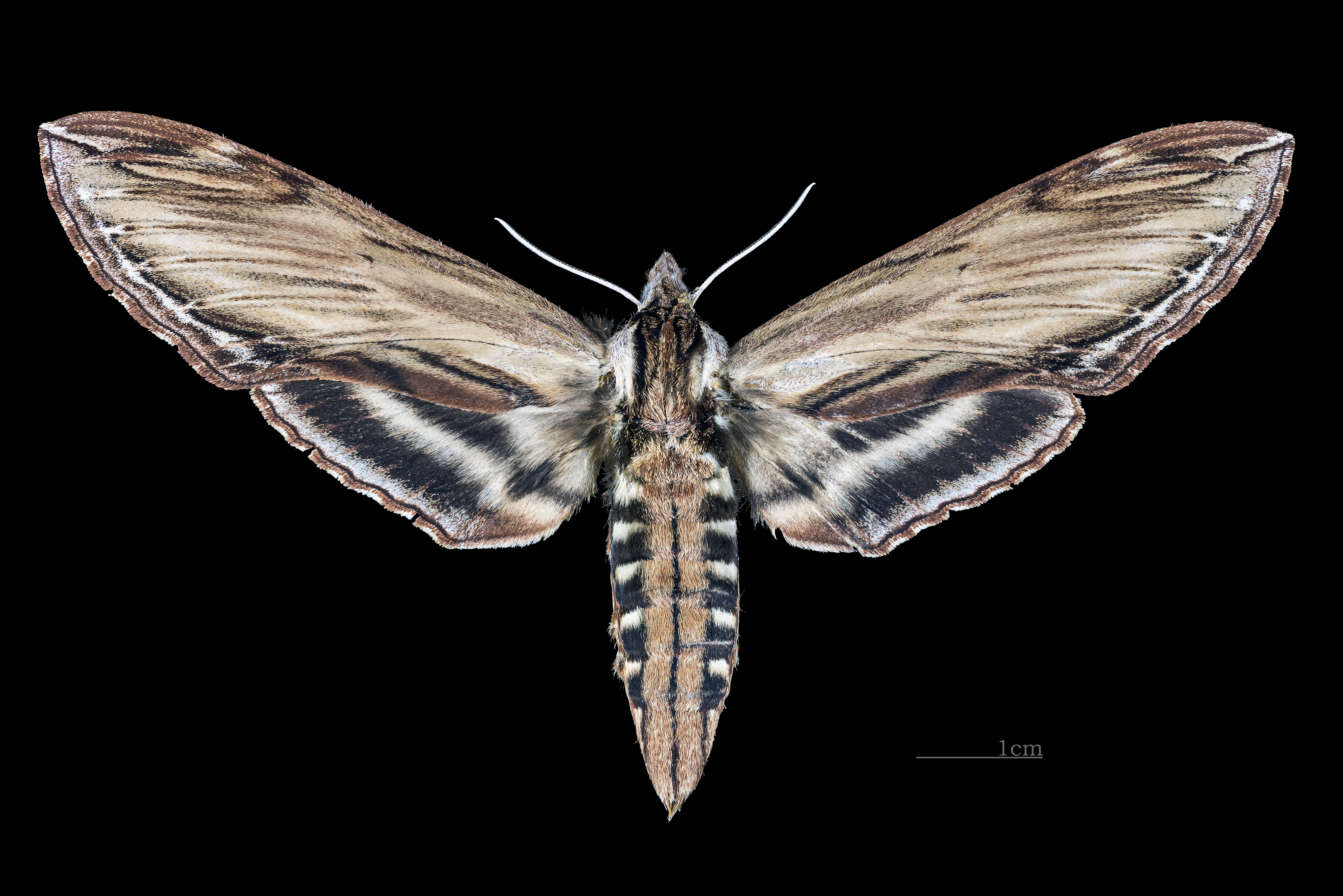
♀
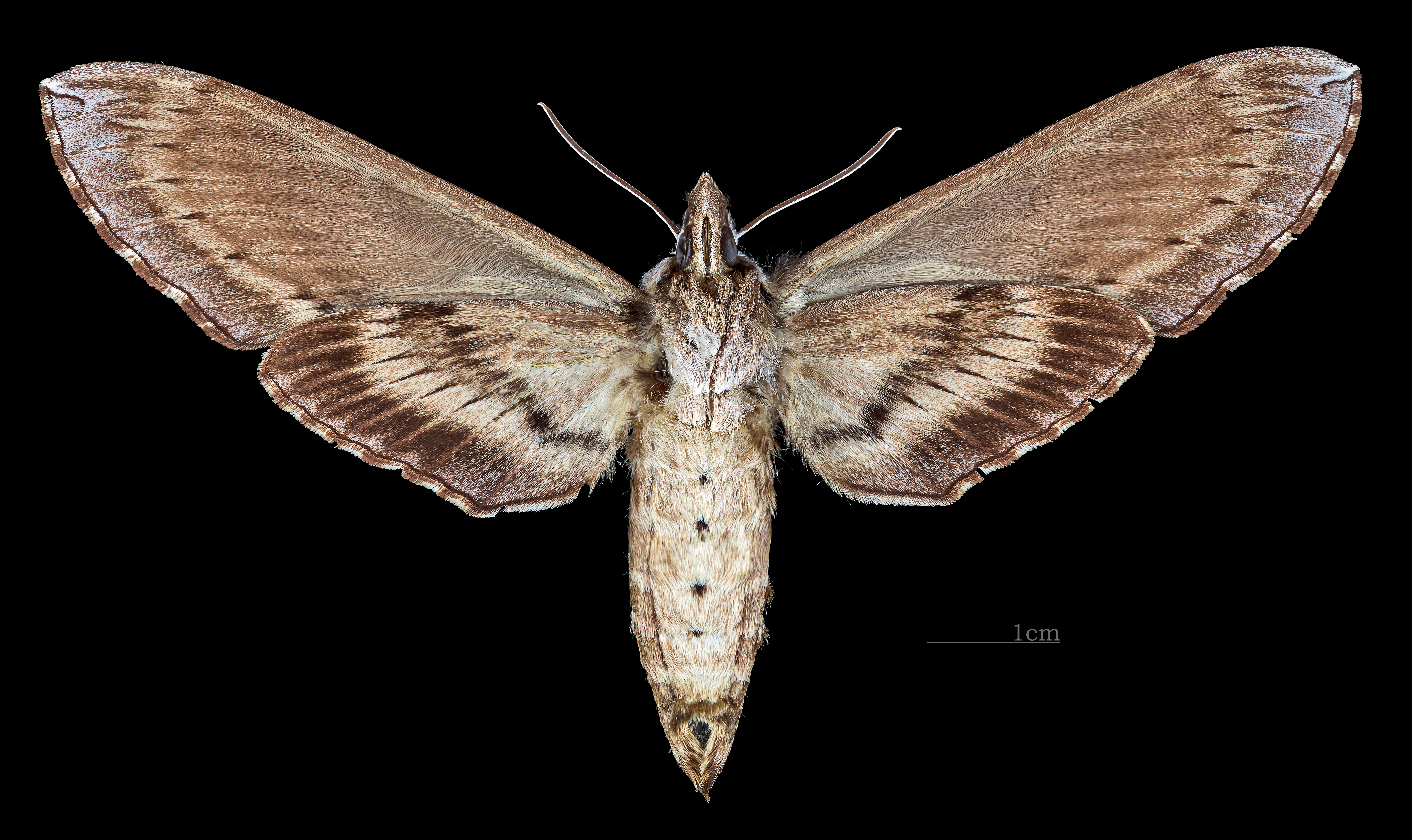
♀ △

## phân phát
Nó được tìm thấy ở temperate parts of Hoa Kỳ và miền nam Canada phía đông của Great Plains, in the phía bắc it occurs phía tây của Rocky Mountains.

## sinh học
Ấu trùng ăn Kalmia, Syringa và Fraxinus species.

## Hình ảnh
- Tập tin:Tập
- Tập tin:Tập